# ルノートラック
ルノー・トラックス（Renault Trucks）とは、フランス、メトロポール・ド・リヨンのサン＝プリエストに本拠を置く自動車メーカー。商用車と軍用車両の製造を行っており、元々はルノーの商用車部門であったが、2001年にスウェーデンのグローバル自動車メーカーボルボ・グループによって買収され、現在はボルボグループ企業となっている。
1978年の初めから2002年まで正式名称は「Renault Véhicules Industriels」であり、1992年から1999年までは「Renault V. I.（略称:RVI）」であった。また1999年まではバスの製造も行われていた。

## 歴史

### 起源
1894年、自動車製造会社マリウス・ベリエを興したフランス人起業家であるマリウス・ベリエ（Marius Berliet）は、この年エンジンの開発を行っている。開発されたエンジンを基に1906年、ルイ・ルノーに対し自動車製造を依頼しており、このエンジンを搭載したトラックとバスの製造が行われている。翌年の1907年にはベリエ自身で車両製造も開始し、トラックの製造を行っている。

### 子会社合併:商用車部門として
1956年にルノーブランドとしての商用車製造を中止しており、ルノー商用車部門の子会社であったソムア（Somua）ラチィル（Latil）をまとめたサヴィエム（Saviem）社を設立し、サヴィエムブランドとしてトラックとバスの製造を行っている。また、小型商用車はルノーブランドとしての製造が継続して行われている。
1975年、国有企業であったルノーは、フランスの産業政策によって、当時ミシュランが所有していた自動車メーカーシトロエンの子会社でトラックとバスの製造業者であるベリエ（Berliet）を買収。1978年にサヴィエムとベリエが合併し、ルノー・ビークルズ・インダストリーズ（Renault Véhicules Industriels ）へと名称が変更されている。
1971年にサヴィエムはパリに拠点を置く「ユーロ・トラック開発グループ」または「Club of Four」と呼ばれた欧州における大手トラックメーカー4社による共同開発グループに参加。この4社はサヴィエム、ボルボ、DAF、マギルス=ドイツから構成され、1975年以降、この共同開発によって生まれたモデルは2001年までサヴィエム（その後のルノー）によって製造が行われている。またこれらの車両はマック・ミッド=ライナー（Mack Mid-Liner）やマネージャー（Manager）として北米での販売も行われている。
1980年に再びルノーブランドとしての販売が行われている。2002年に社名をルノーVI（Renault V. I.）に変更。
1997年、ルノーV. I.はフィンランドのトラック生産者であるシスオートと協力協定を締結。2002年、ルノーVI社は中国の東風汽車とエンジンの製造契約を結んでいる。
ルノー・トラックスは、FIA欧州トラック選手権に参加し、13,000ccのDXi13エンジンを搭載したルノー・プレミアムを走らせており、ルノートラックス-MKRテクノロジーチームは2010年に総合2位と4位の結果を残している。
2001年、RVIはルノーからボルボ・グループに売却され、2002年に社名をルノー・トラックスに変更。
2017年にボルボグループは軍用車部門ルノー・トラックディフェンスの売却を撤回し、2018年にアーキュスに改称した。
2024年にボルボグループはアーキュスを売却した。

## 所有権の変移
1996年に行われた民営化後、ルノーのリストラの一環として、バスとトラック部門の売却が行われた。1999年にカローザ（Karosa）バスとコーチ部門をルノー・ビークルズ・インダストリーズから切り離し、フィアットと合併したことによりイヴェコのバス部門であるイリスバスとなっている。2003年にイリスバスはイヴェコの完全子会社となり、ルノーで扱っていたバス車両は全てイリスバスブランドへと変更が行われた。
2001年1月2日にルノーV. I.がボルボに売却されたことにより、2002年、社名をルノー・トラックスへと改名。2012年12月、最終的にルノーはそれまで保有していたボルボの株式の全てを売却した。

## 製品

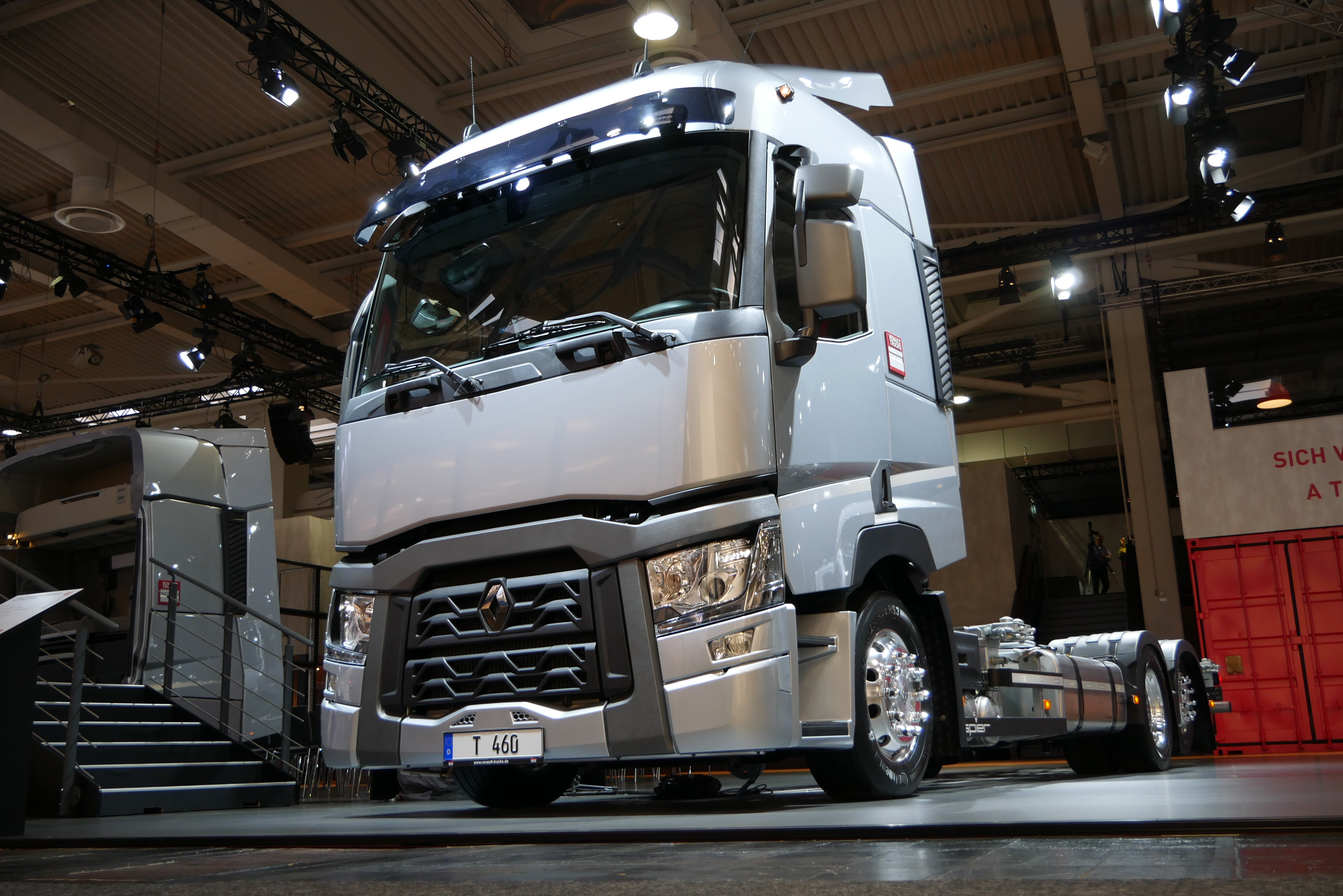
ルノーT

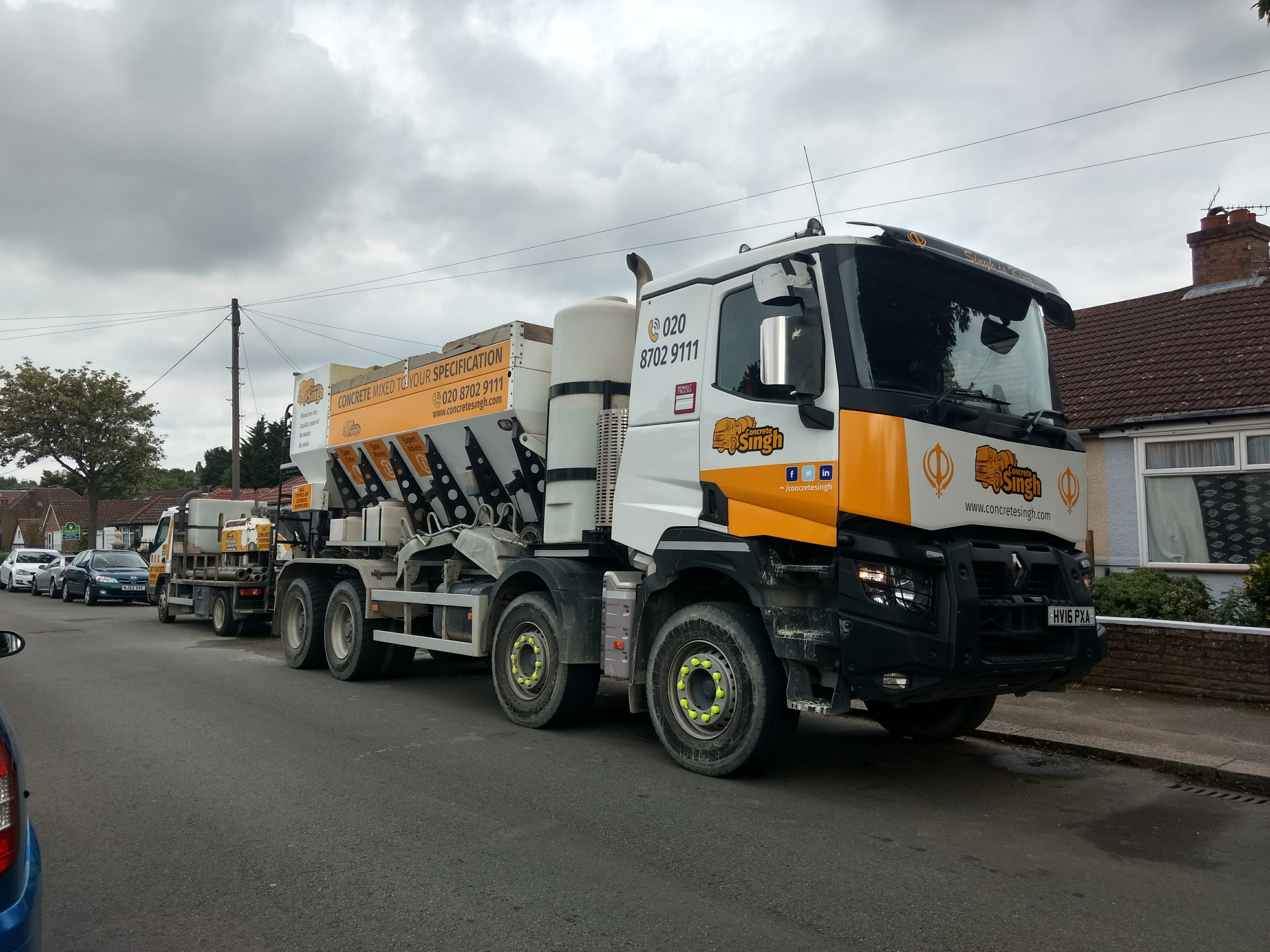
ロンドンで稼働するルノーC コンクリートポンプ車

### トラック

#### LONGUE DISTANCE - EURO 6[14]（大型長距離モデル）
- Tハイ（T HIGH）
- T
- T B100

#### CONSTRUCTION LOURDE - EURO 6[15]（大型建設工事向け）
- K
- C
- D

#### DISTRIBUTION - EURO 6[16]（中型一般配送向け）
- Dワイド（D WIDE）
- D
- DワイドZ.E.（D WIDE Z.E.）
- DワイドCNG（D WIDE CNG）

#### VÉHICULES UTILITAIRES - EURO 6[17]（バン車両）
- マスターレッドエディション（MASTER RED EDITION）
- マスターZ.E.（MASTER Z.E.）

## 生産完了モデル

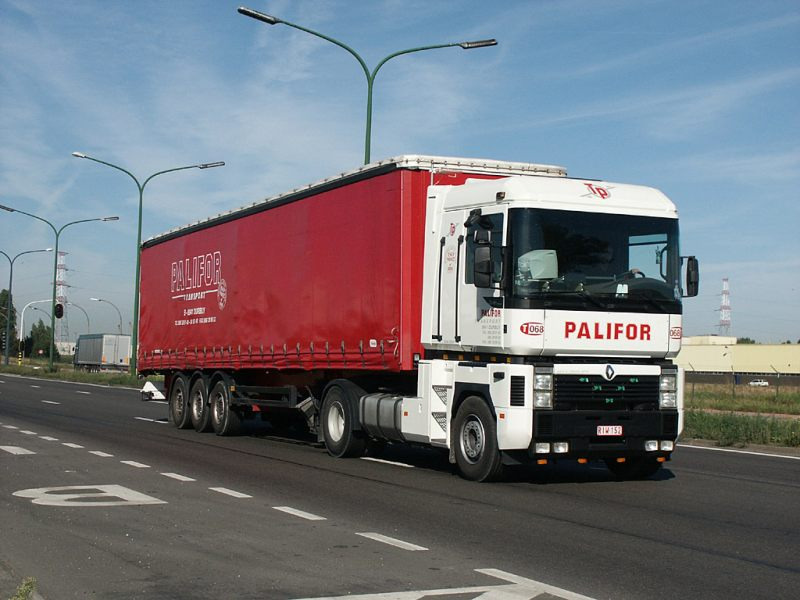
ルノー・マグナム

- パンチャー
- マキシティ
- マスコット
- ミッドラム
- プレミアム
- マグナム
- ケラックス

## 軍用車両

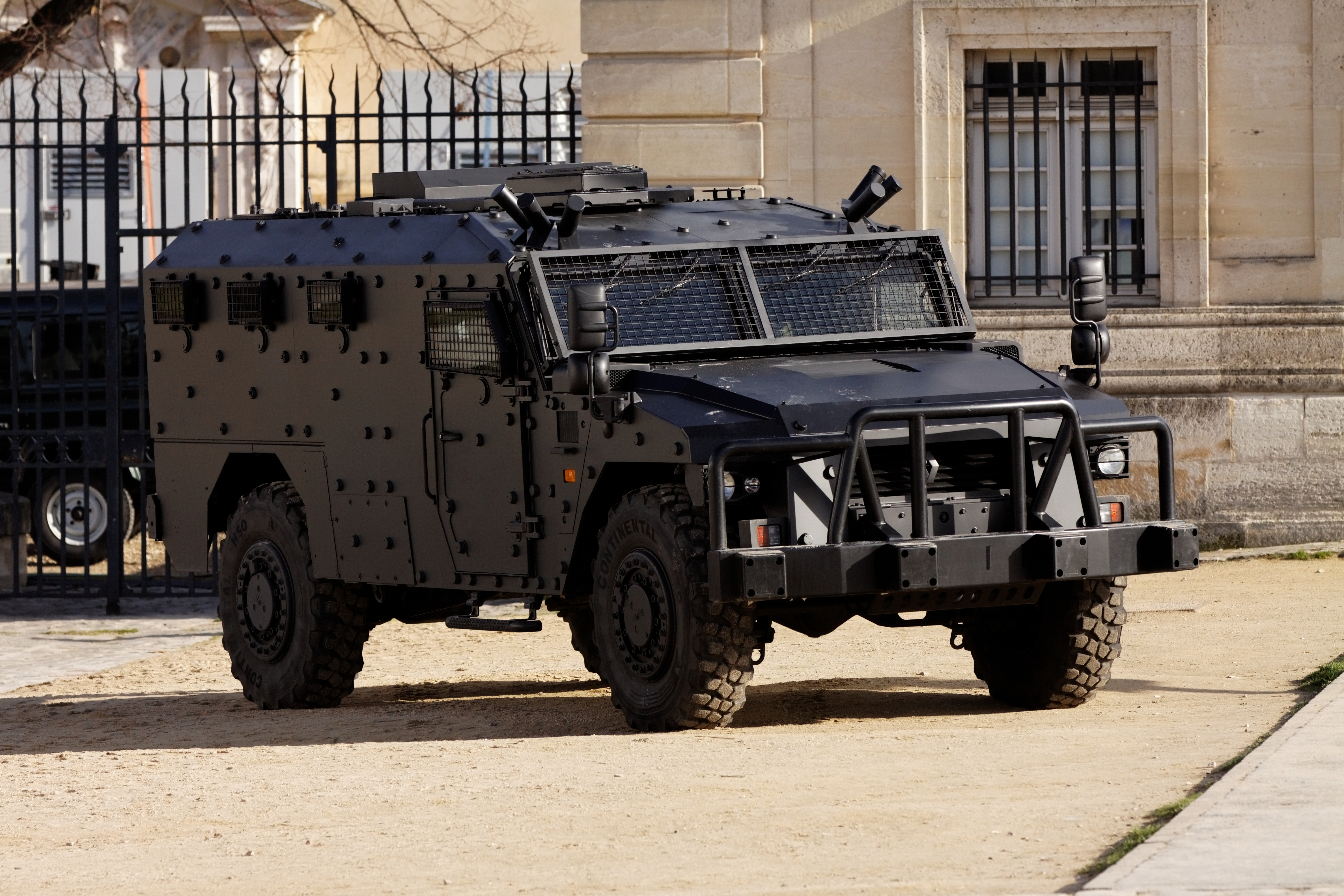
ルノー・シェルパ

- GBC 180
- TRM 2000
- TRM 4000
- TRM 10000
- ルノー・シェルパ（フランス語版）
- VAB装甲車

## 画像

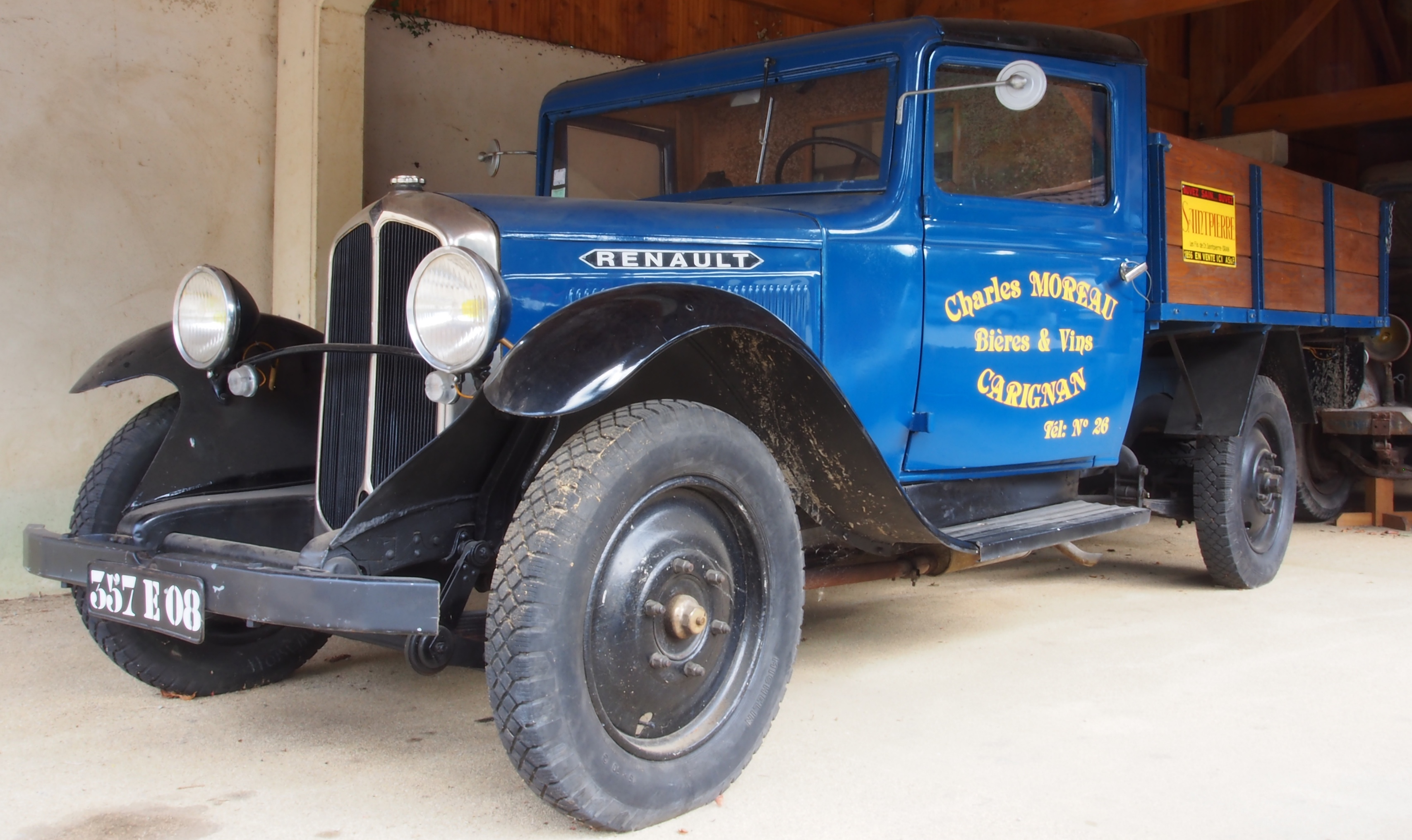
1933年式 OSBトラック
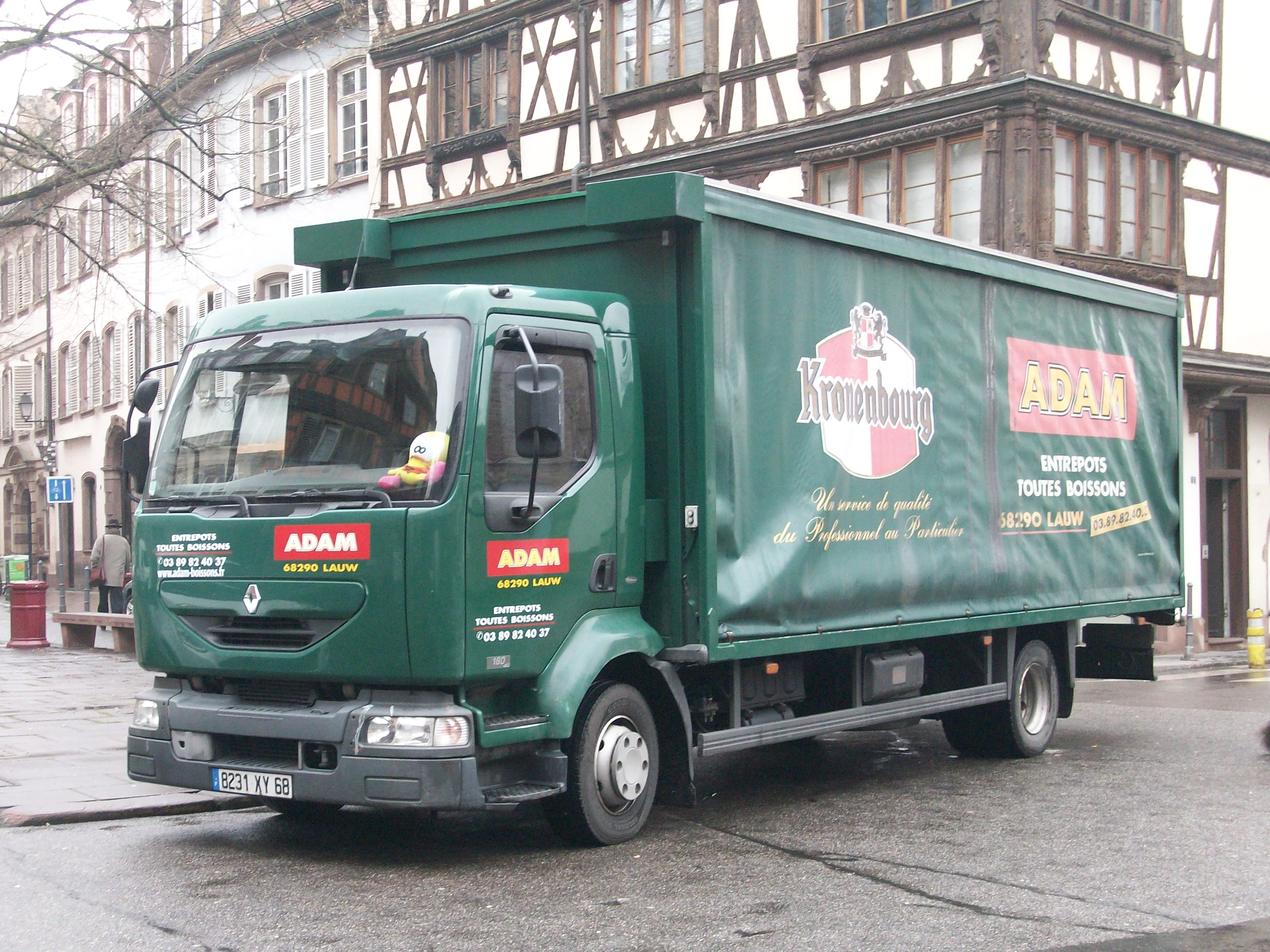
Renault ミッドラム
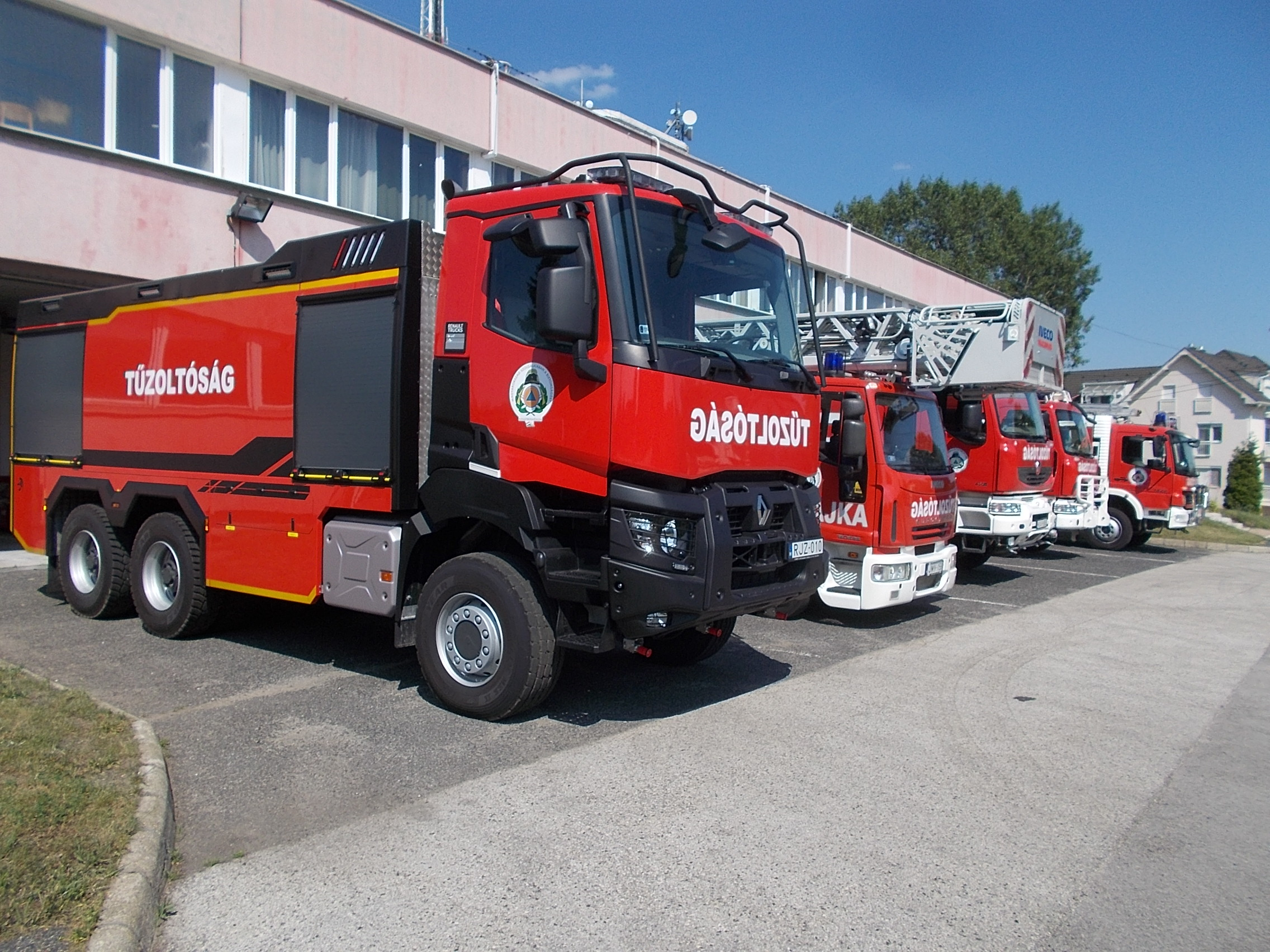
ハンガリーの消防組織に採用されたルノーK消防車
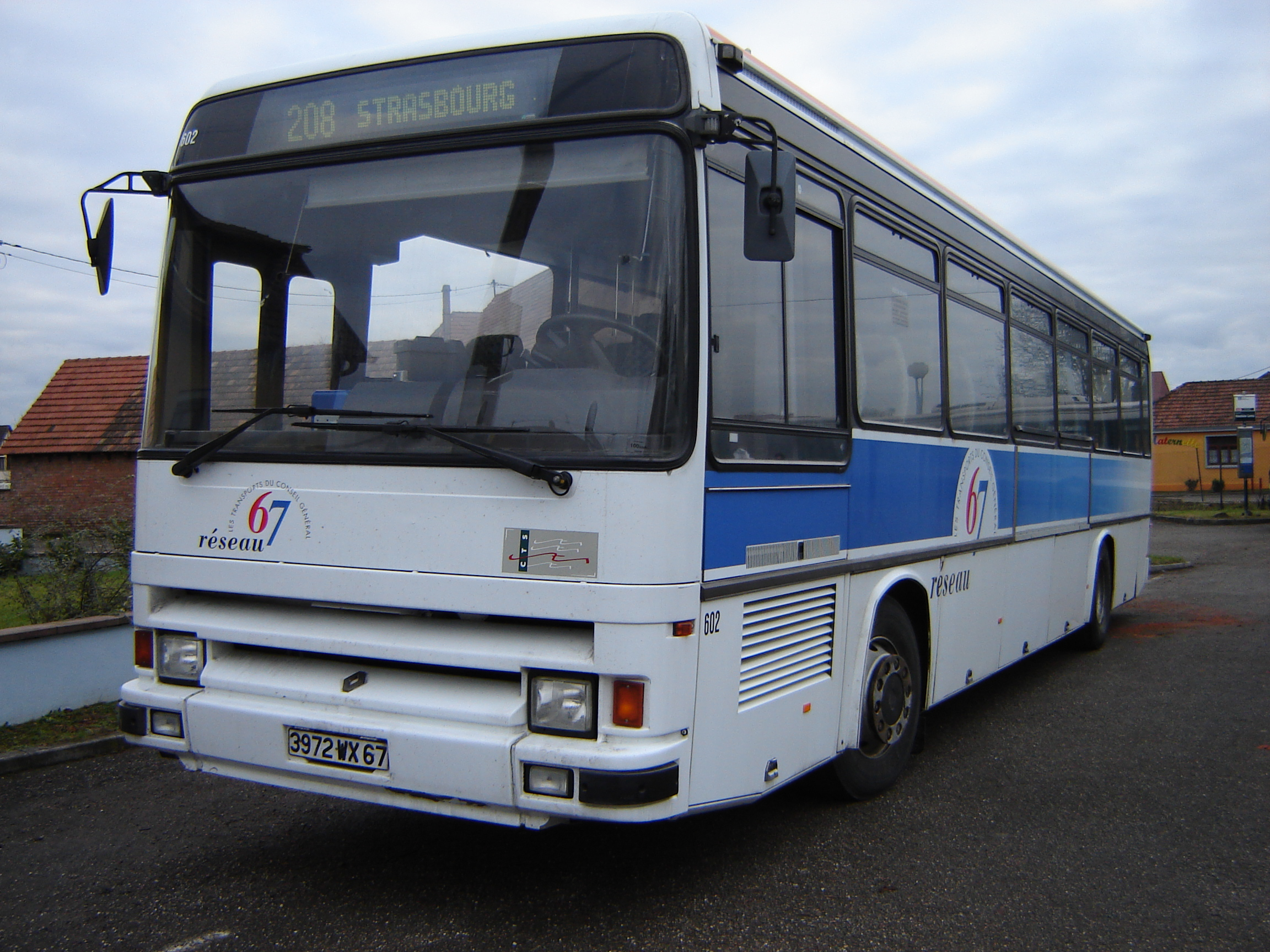
Renault Tracer（トレーサーバス）
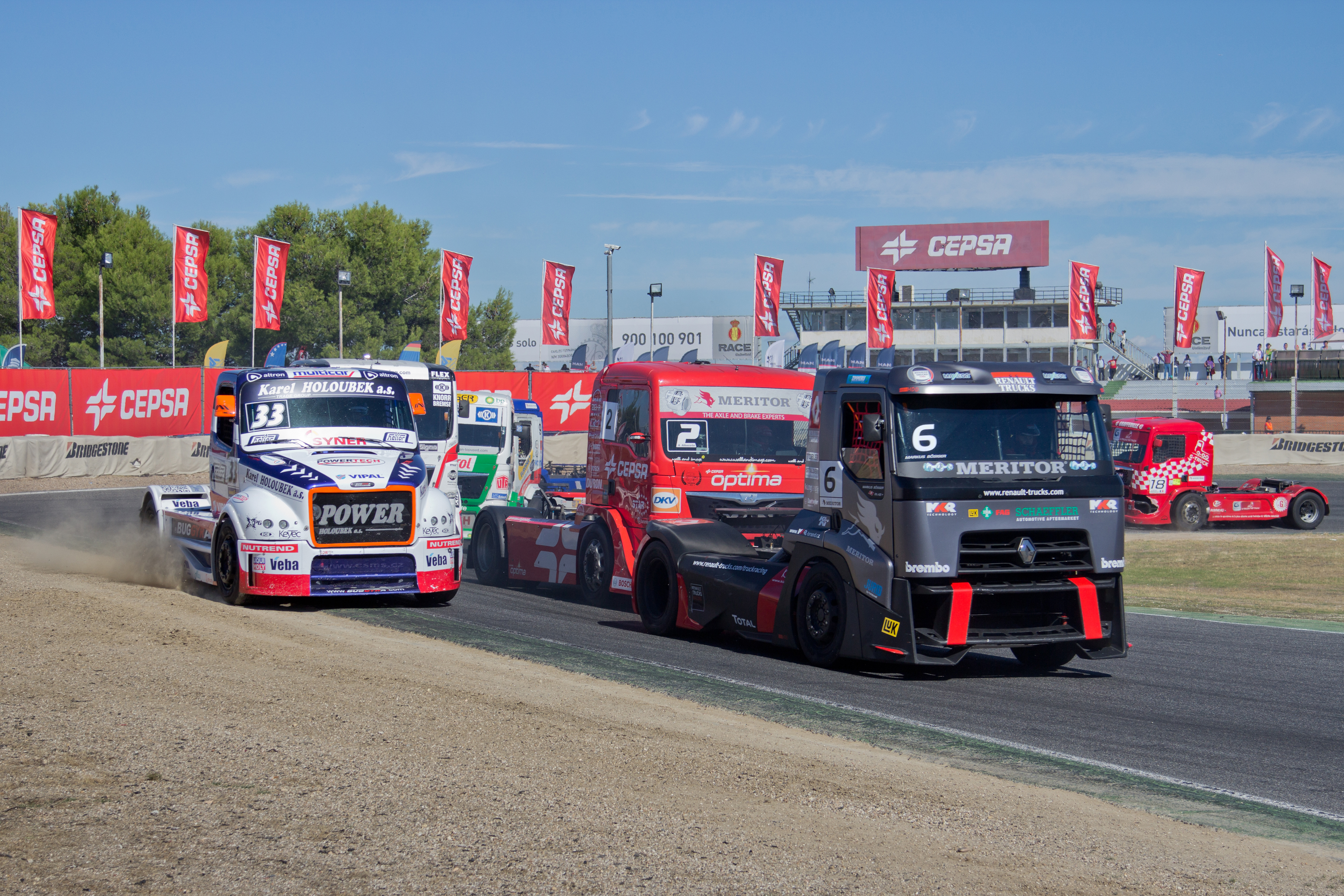
2013年FIA欧州トラック選手権でのルノー・レーシングトラック
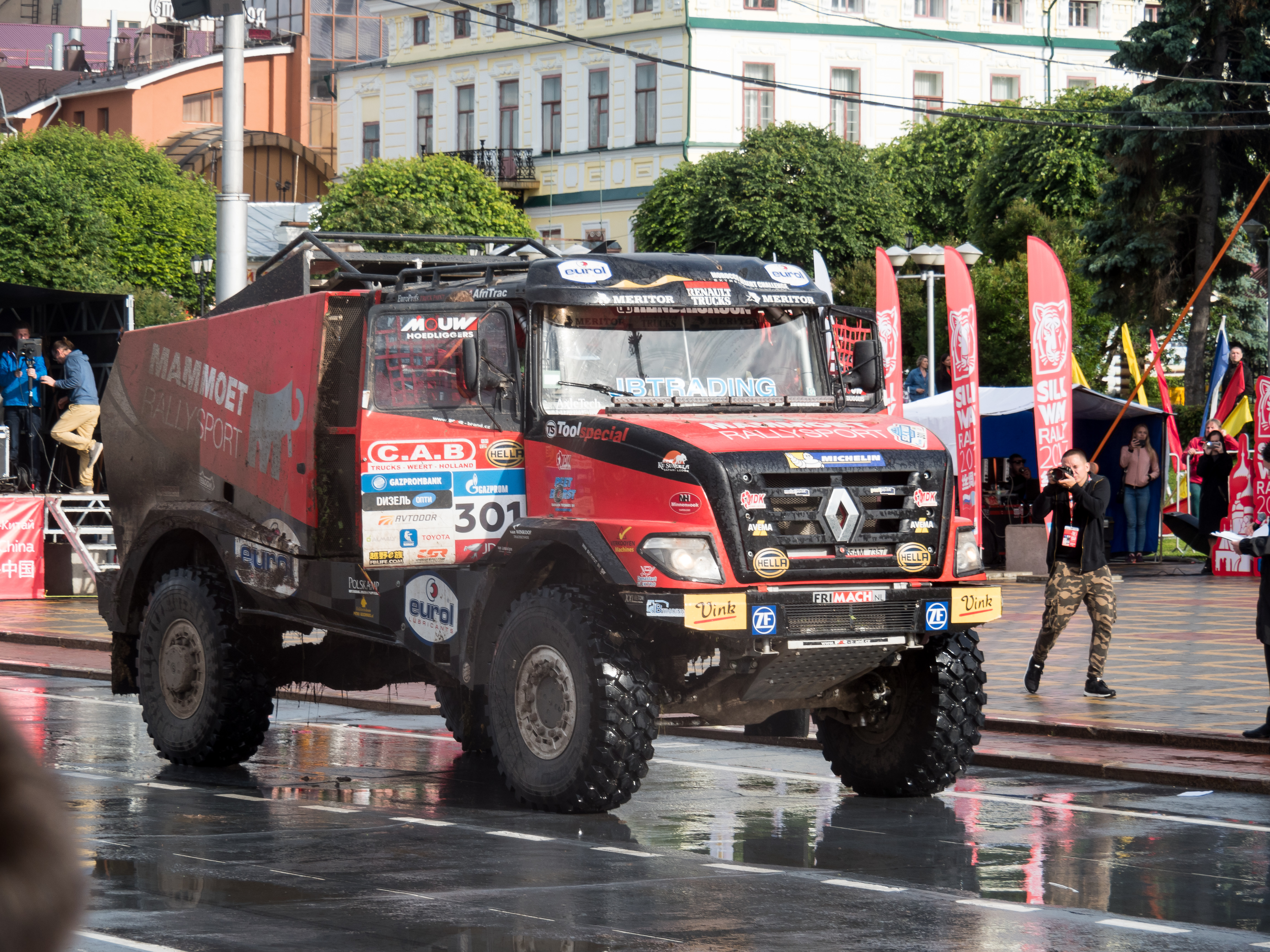
2017年シルクウェイラリーでの競技車両K520
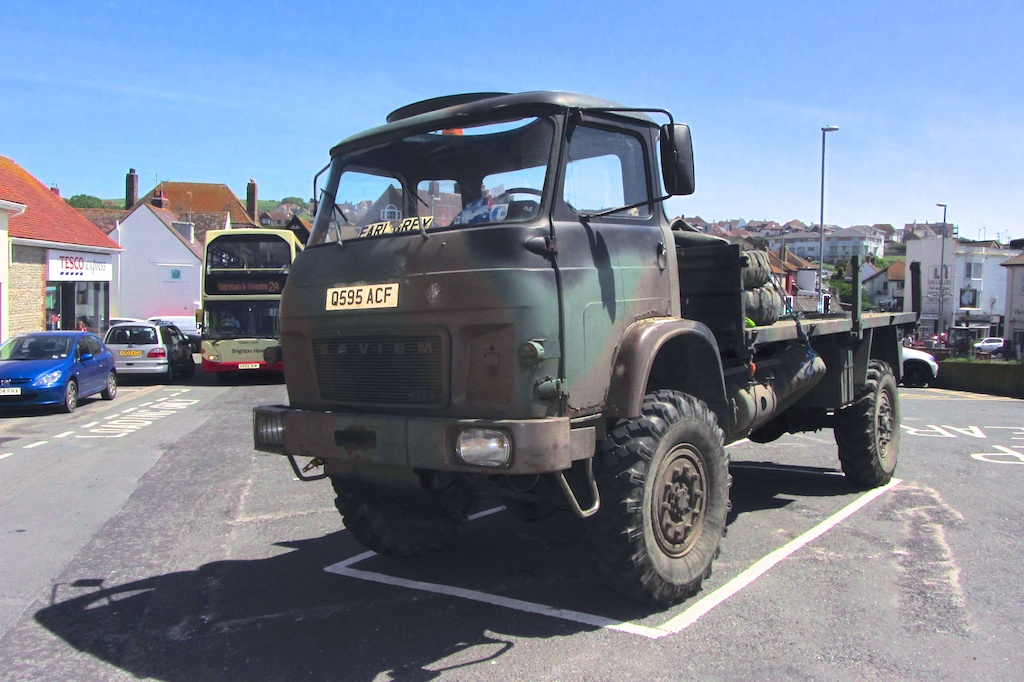
サヴィエム4x4トラック
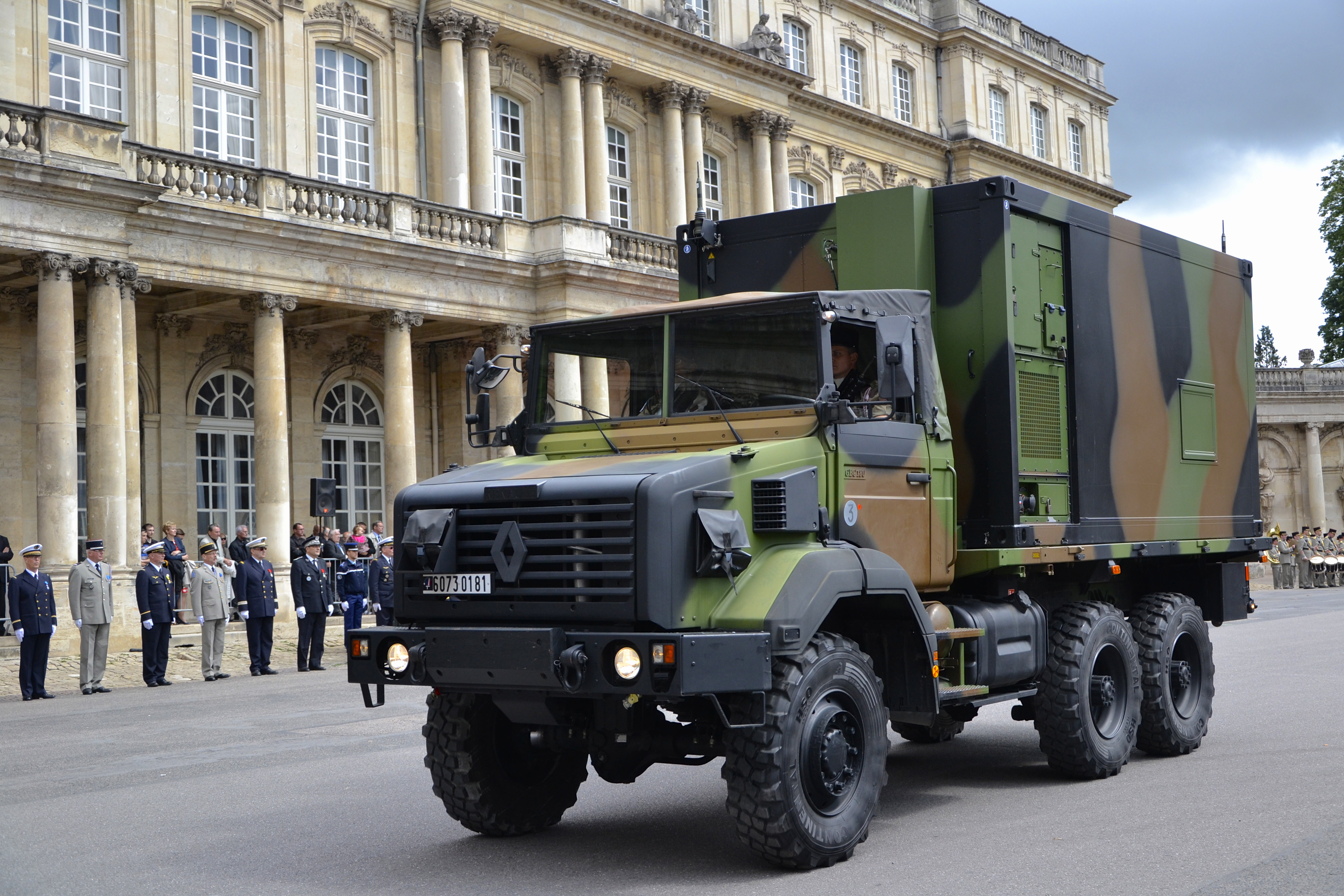
Renault GBC 180トラック
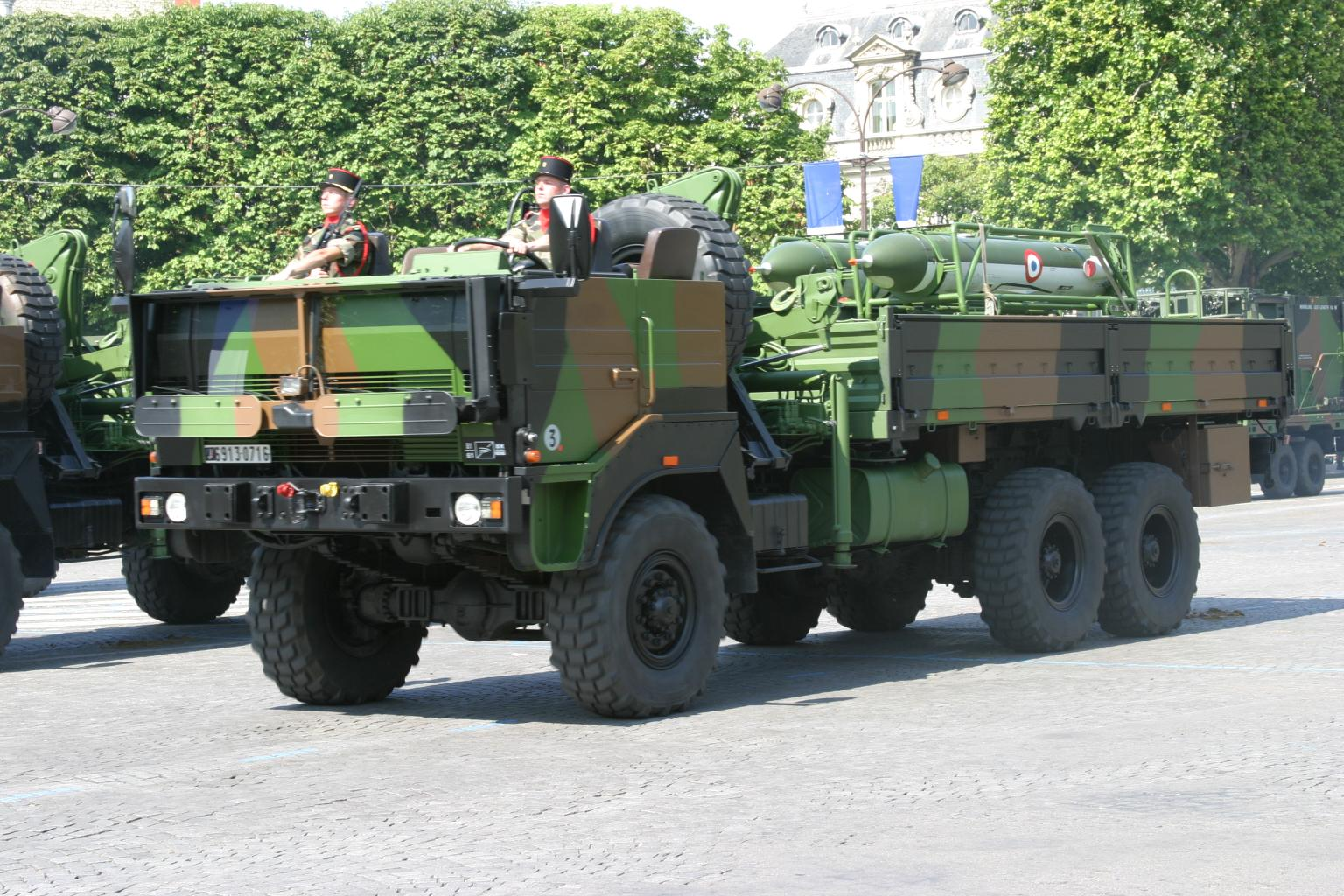
Canadair CL-289ドローンを搭載したTRM-10000
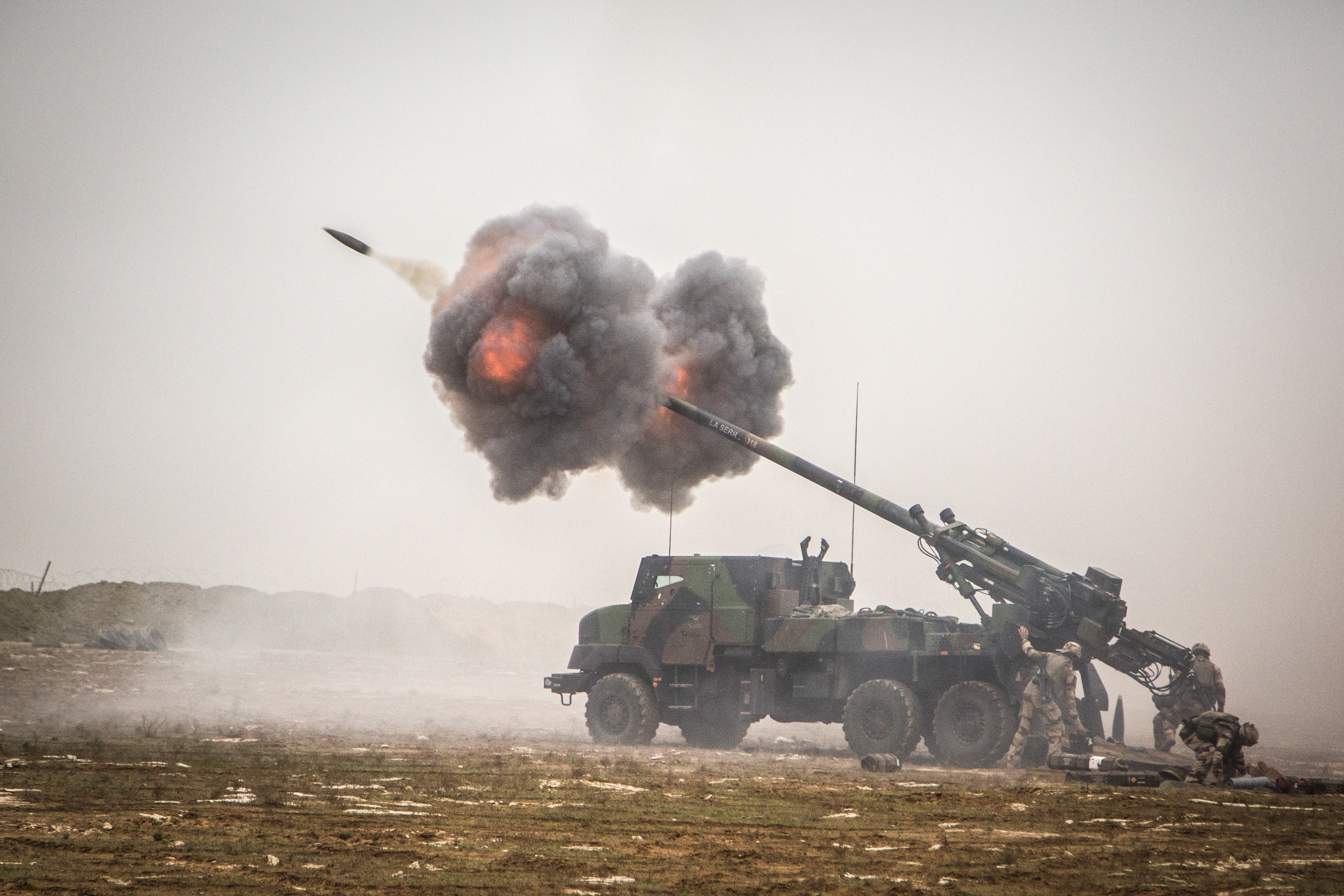
イラクで砲撃中のカエサル155mm自走榴弾砲
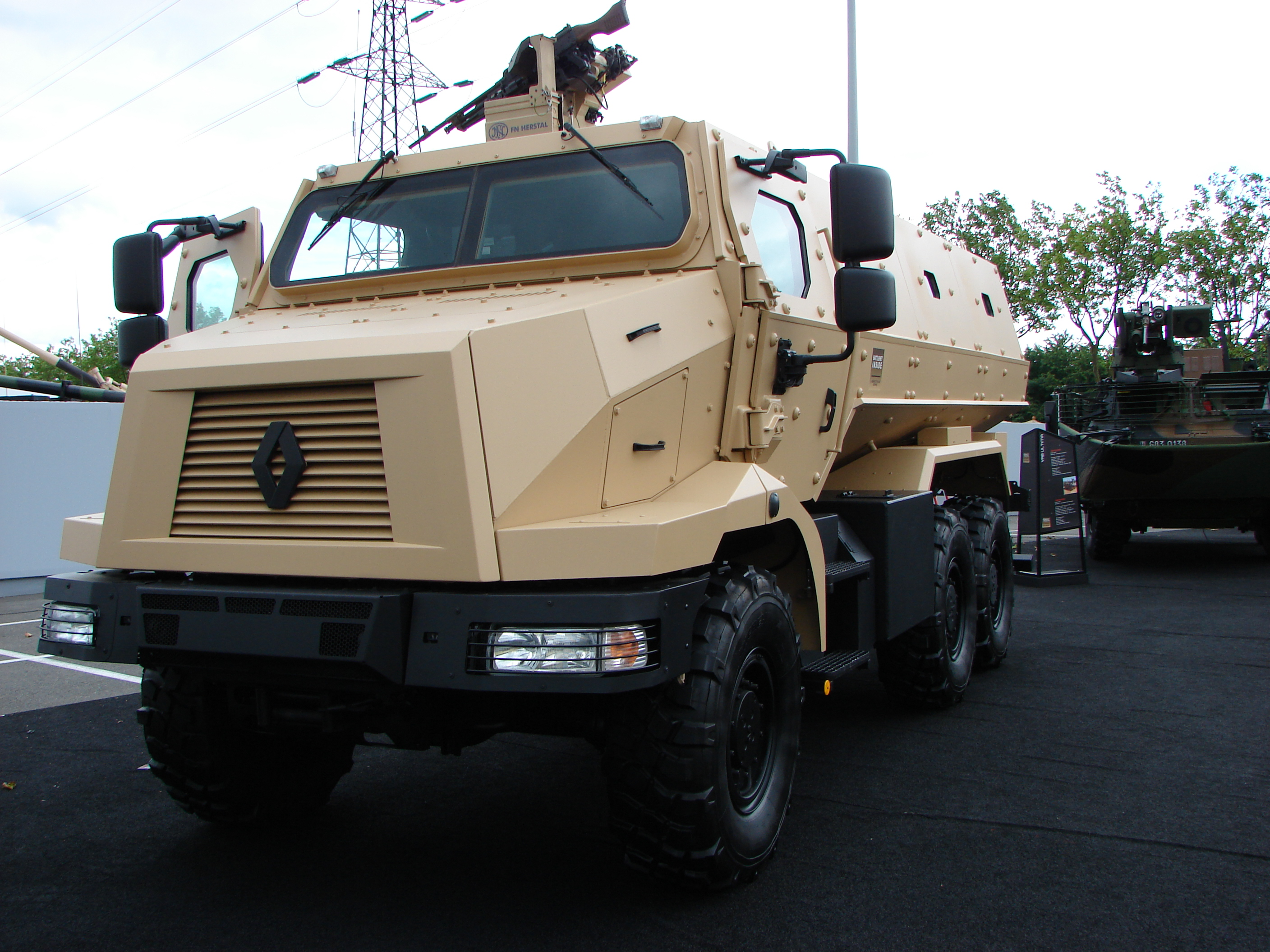
MRAP車両 Renault Higuard
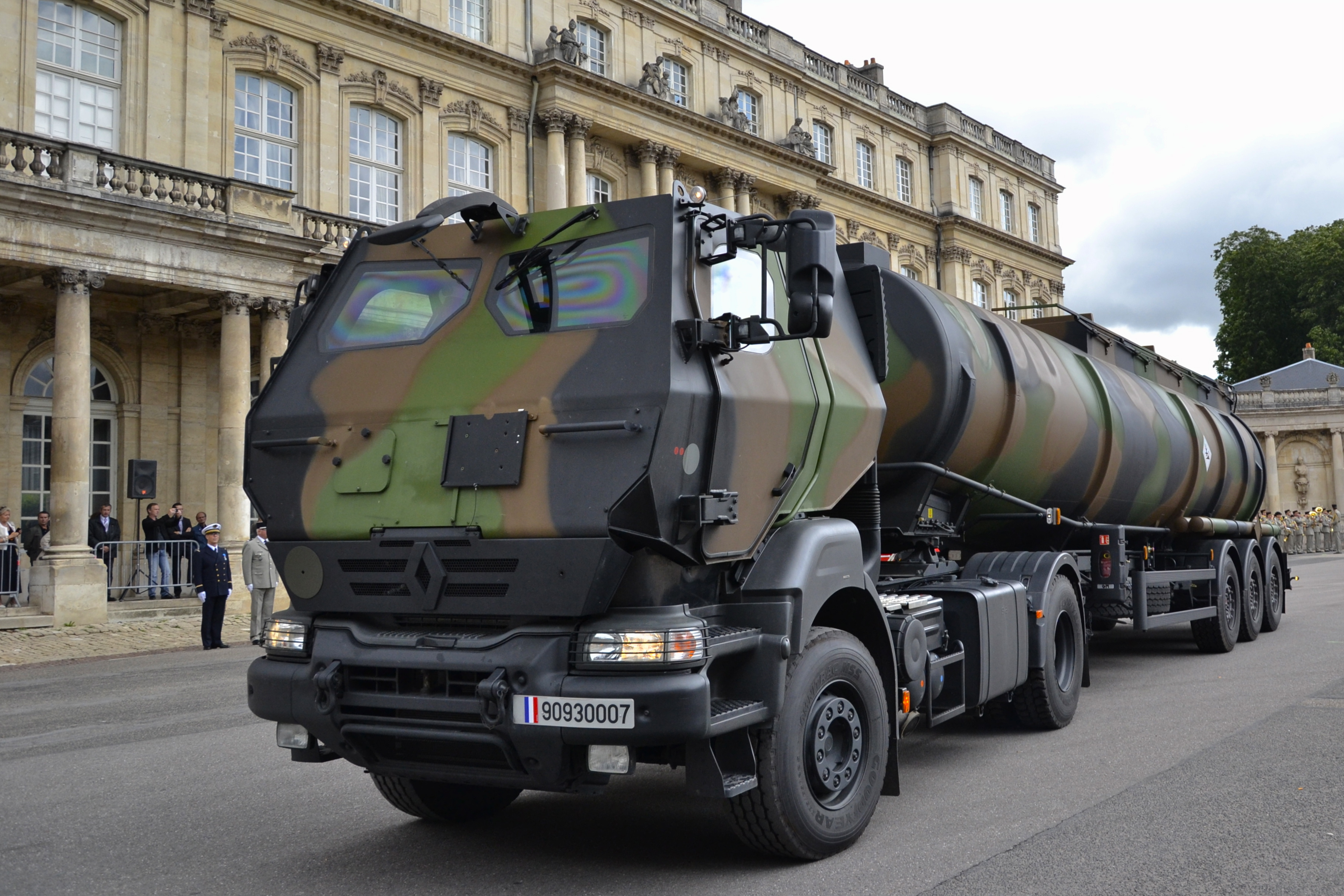
Renault Kerax 装甲トラクター